# Крутицы (Медынский район)
Крутицы — бывшая деревня, расположенная на территории современного Медынского района Калужской области. Располагалась на берегах рек Каменка (ныне пересохшей) и Трубенка.
Название происходит от слова крутец — крутой обрывистый берег.

## История
В 1782 году деревня с пустошами на левой стороне реки Каменка во владении Ивана-меньшого Мосолова.
На карте Шуберта за 1850 год населённый пункт на этом месте отсутствует.
В 1886 году деревней владел крестьянин деревни Семена Святого Иван Григорьевич Рахманников.
Уроженец деревни, крестьянин Павел Климкин (1898- — †?) с 1912 года находился на послушническом искусе при кухне Сретенского скита Тихоновой пустыни.